# Distretto di Angoram
Il distretto di Angoram (in inglese Angoram District) è un distretto della Papua Nuova Guinea appartenente alla provincia del Sepik Orientale. Ha una superficie di 17.546 km² e 51.000 abitanti (stima nel 2000)